# Ján Karel
Ján Karel (28. října 1924 – 11. listopadu 2005) byl slovenský fotbalový obránce a reprezentant Československa. Za československou reprezentaci odehrál roku 1953 tři utkání. V lize odehrál 210 utkání, v nichž vstřelil dva góly. Hrál za SK České Budějovice (1947–1948), Spartu Praha (1949), Tatran Prešov (1950–1956) a Jednotu Košice (1958–1960). Jeho bratr Jozef Karel byl rovněž fotbalistou a československým reprezentantem a oba zemřeli v témž roce.

## Ligová bilance
- První ligové utkání: 14. 9. 1947 Viktorie Plzeň-SK České Budějovice 6:2
- První ligová branka: 14. 9. 1947 Viktorie Plzeň-SK České Budějovice 6:2
- Poslední ligová branka: 24. 4. 1949 Sparta Praha-Manet Povážská Bystrica 5:1
- Poslední ligové utkání: 29. 11. 1959 Spartak Hradec Králové-Jednota Košice 0:0

| Ročník          | Zápasy | Góly | Klub                |
| --------------- | ------ | ---- | ------------------- |
| I. liga 1947/48 | 8      | 1    | SK České Budějovice |
| I. liga 1949    | 21     | 1    | AC Sparta Praha     |
| I. liga 1950    | 23     | 0    | Tatran Prešov       |
| I. liga 1951    | 25     | 0    | Tatran Prešov       |
| I. liga 1952    | 26     | 0    | Tatran Prešov       |
| I. liga 1953    | 13     | 0    | Tatran Prešov       |
| I. liga 1954    | 22     | 0    | Tatran Prešov       |
| I. liga 1955    | 18     | 0    | Tatran Prešov       |
| I. liga 1956    | 22     | 0    | Tatran Prešov       |
| I. liga 1958/59 | 20     | 0    | Jednota Košice      |
| I. liga 1959/60 | 12     | 0    | Jednota Košice      |
| CELKEM          | 210    | 2    |                     |